# Reifferscheid (Ahrweiler)
Reifferscheid is een plaats in de Duitse deelstaat Rijnland-Palts, en maakt deel uit van de Landkreis Ahrweiler.
Reifferscheid telt 490 inwoners.

## Bestuur
De plaats is een Ortsgemeinde en maakt deel uit van de Verbandsgemeinde Adenau.

## Historie
zie heerlijkheid Reifferscheid